# 李海鹏
李海鹏（1972年—），朝鲜族，辽宁人，毕业于辽宁大学中文系。作家、新闻记者和专栏作者。2002年夏至2009年初供职于《南方周末》，任高级记者。在《第一财经周刊》、《南方周末》和《智族GQ》辟有专栏，获2010年 GQ Men of the Year 年度专栏作家。2009年底加入创刊不久的《智族GQ》出任专题总监，2012年与张捷、张悦、林天宏一起加盟《人物》杂志并担任主编。2014年至2016年，担任时尚集团旗下杂志《时尚先生Esquire》全线产品出品人兼杂志总编辑。2016年至2017年曾在亭东文化担任首席内容官并运营ONE实验室。